# Miòpsides
Els miòpsides (Myopsida) són ordre de cefalòpodes coleoïdeus del superordre Decapodiformes. Considerat abans com a subordre de l'ordre Teuthida, avui és considerat un ordre propi.